# Шван, Николай Карлович

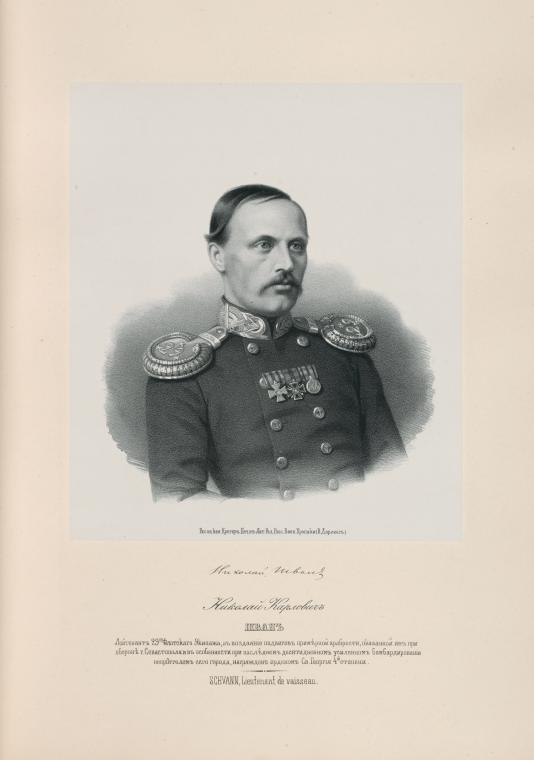
лейтенант Николай Карлович Шван

Николай Карлович Шван (1826—26 марта 1880) — герой Севастопольской обороны.

## Биография
Николай Шван родился в 1826 г. Произведённый 21 августа 1846 г. в мичманы, Шван в течение трёх лет плавал по портам Балтийского моря. 6 декабря 1849 г. он был произведён в лейтенанты и переведён в Черноморский флот. С началом осады Севастополя Шван был назначен командиром батареи между 4 и 5 бастионами, и во время бомбардировок 10, 16 октября и 1 ноября 1854 г. был дважды контужен осколком бомбы в спину и ранен камнем в голову. Последнее обстоятельство вынудило Швана оставить командование батареей. Оправившись от ран, он снова встал в ряды защитников Севастополя и был назначен старшим адъютантом штаба начальника 1-го отделения, в каковой должности состоял до 28 августа 1855 г. Во время Севастопольской осады Шван был награждён орденами св. Владимира 4-й степени с мечами, св. Георгия 4-й степени (11 мая 1855 г., № 9601 по списку Григоровича — Степанова) и св. Станислава 2-й степени с мечами. По окончании Крымской кампании Шван был переведён в Балтийский флот.
В 1869 г. он поступил в военно-юридическую академию, по окончании в ней курса, 23 сентября 1871 г. был прикомандирован к главному военно-морскому судному управлению, а в следующем году, 16 апреля, был произведён в капитаны 1-го ранга и командирован в эскадру Тихого океана исправляющим должность флагманского обер-аудитора. 2 февраля 1876 г. Шван был назначен военно-морским судьёй кронштадтского военно-морского суда. С тех пор он жил постоянно в Кронштадте, где и скончался 26 марта 1880 г.